# Aït Bazza
Ait Bazza (franska: Ait Bazza (CR), Ait Bazza (Commune Rurale), arabiska: زينات) är en kommun i Marocko.   Den ligger i provinsen Boulemane och regionen Fès-Meknès, i den nordöstra delen av landet, 250 km öster om huvudstaden Rabat. Antalet invånare är 3 480.